# 聖普拉西德站

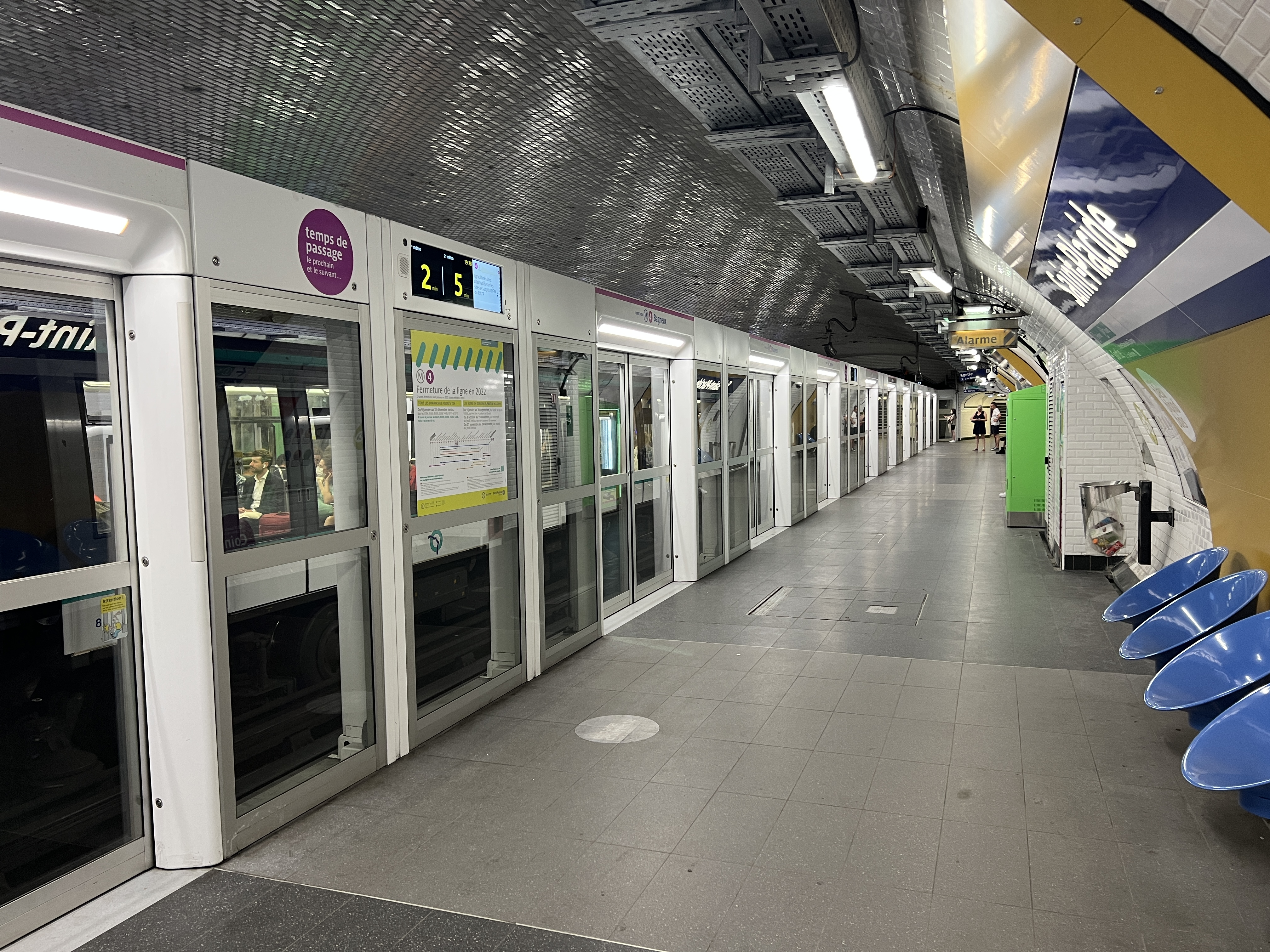
月台 (2022年7月)

聖普拉西德站（法語：Saint-Placide）是巴黎地鐵4號線的一個車站，位於巴黎六區。聖普拉西德站啟用於1910年1月9日，當時的名稱是“沃日拉尔站”（法語：Vaugirard），後來為了避免与另一同名地铁站混淆而改為現名，其取自纪念天主教圣人聖普拉西德的聖普拉西德路。

## 車站結構
| 街道        |                    |                                           |
| B1          | 月台連接夾層       |                                           |
| 4號線月台層 | 側式月台，右側開門 | 側式月台，右側開門                        |
| 4號線月台層 | 北行               | 往克利尼昂库尔门（圣叙尔皮斯）            |
| 4號線月台層 | 南行               | 往巴涅-露西·奧布拉克（蒙帕纳斯-比安弗尼） |
| 4號線月台層 | 側式月台，右側開門 |                                           |